# 满族同进会
满族同进会是民国元年（1912年）在北京成立的八旗人士联合会。

## 宗旨
该会志在联合全国旗人，使京外八旗、满洲、蒙古、汉军人士互相砥砺一致进行，以享大同之幸福。征求全国各旗人之意见，筹划旗民之生计，帮助政治之进行，增进自治能力，以使同胞享有共和事权之利益为主义。

## 组织
1912年满族同进会初创时，该会组织如下：
- 发起人：
  - 正会长：熙彦
  - 副会长：魁斌
  - 评议长：荣勋
  - 评议员：毓善、徐致善、宝熙、李多文、景禐、达寿、白常文、崇林、崇欢、巴哈布、张德彝、萨德贺、陈松珍、奕寿、邵常斌、端绪、爱坤、祺光、治格、三多、班吉木、福启、荣厚、恒钧、庆宽、董六铨、惠铭、春秀、诚璋、董文庆。
  - 预备评议员：文耀、铨林、降彬、瑞清、文斌
- 赞成人：寿耆、达寿、瑞丰、治格、诚璋、文斌、董玉麟、荣源、铨林、宝熙、荣桂、毓善、荣顺、铁林、成奎、熙玉、崇彝、荣肇、祥桂、春秀、张荣骐、福启、和尔谨、惠英、永宝、班吉本、耆祥、成壎、李植、祺龄
- 名誉赞成人：那彦图、阿穆尔灵圭、赵秉钧、陆大坊、达赉、祺诚武、祺克坦、沈国钧、祝瀛元、陈时利、汪善荃等[1]